# Рибчизна
Рибчизна (пол. Rybczyzna) — село в Польщі, у гміні Райґруд Ґраєвського повіту Підляського воєводства.
Населення — 61 особа (2011).
У 1975-1998 роках село належало до Ломжинського воєводства.

## Демографія
Демографічна структура станом на 31 березня 2011 року:
|          | Загалом | Допрацездатний вік | Працездатний вік | Постпрацездатний вік |
| -------- | ------- | ------------------ | ---------------- | -------------------- |
| Чоловіки | 33      | 9                  | 22               | 2                    |
| Жінки    | 28      | 9                  | 11               | 8                    |
| Разом    | 61      | 18                 | 33               | 10                   |